# Abzug (Labor)

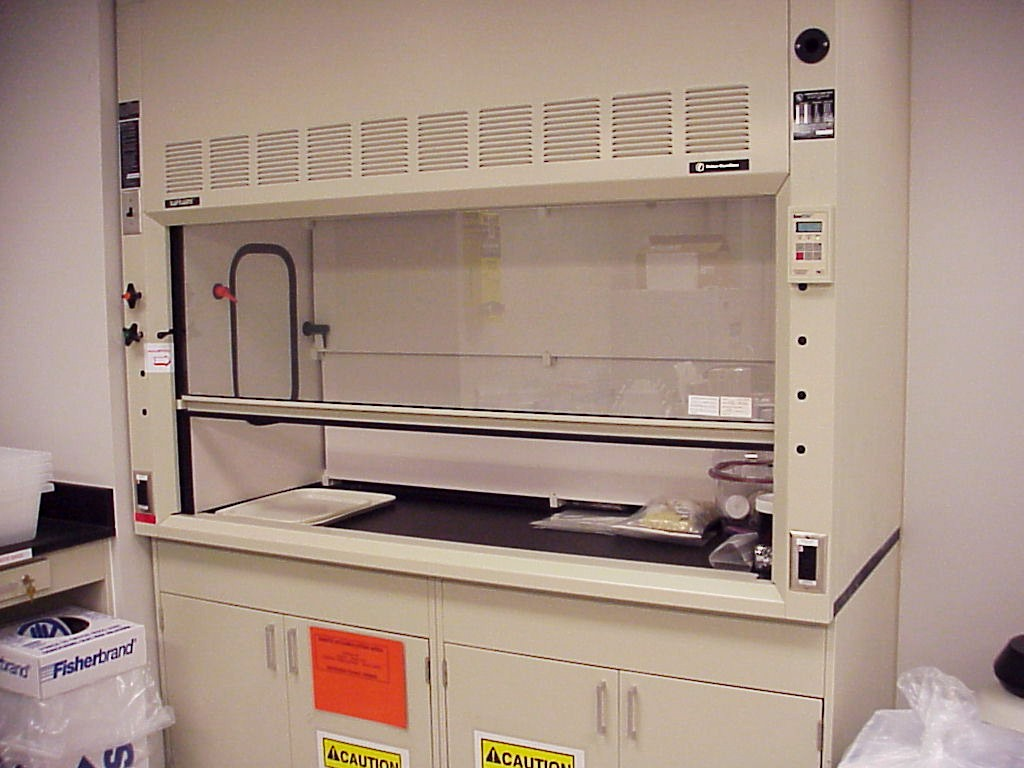
Abzug

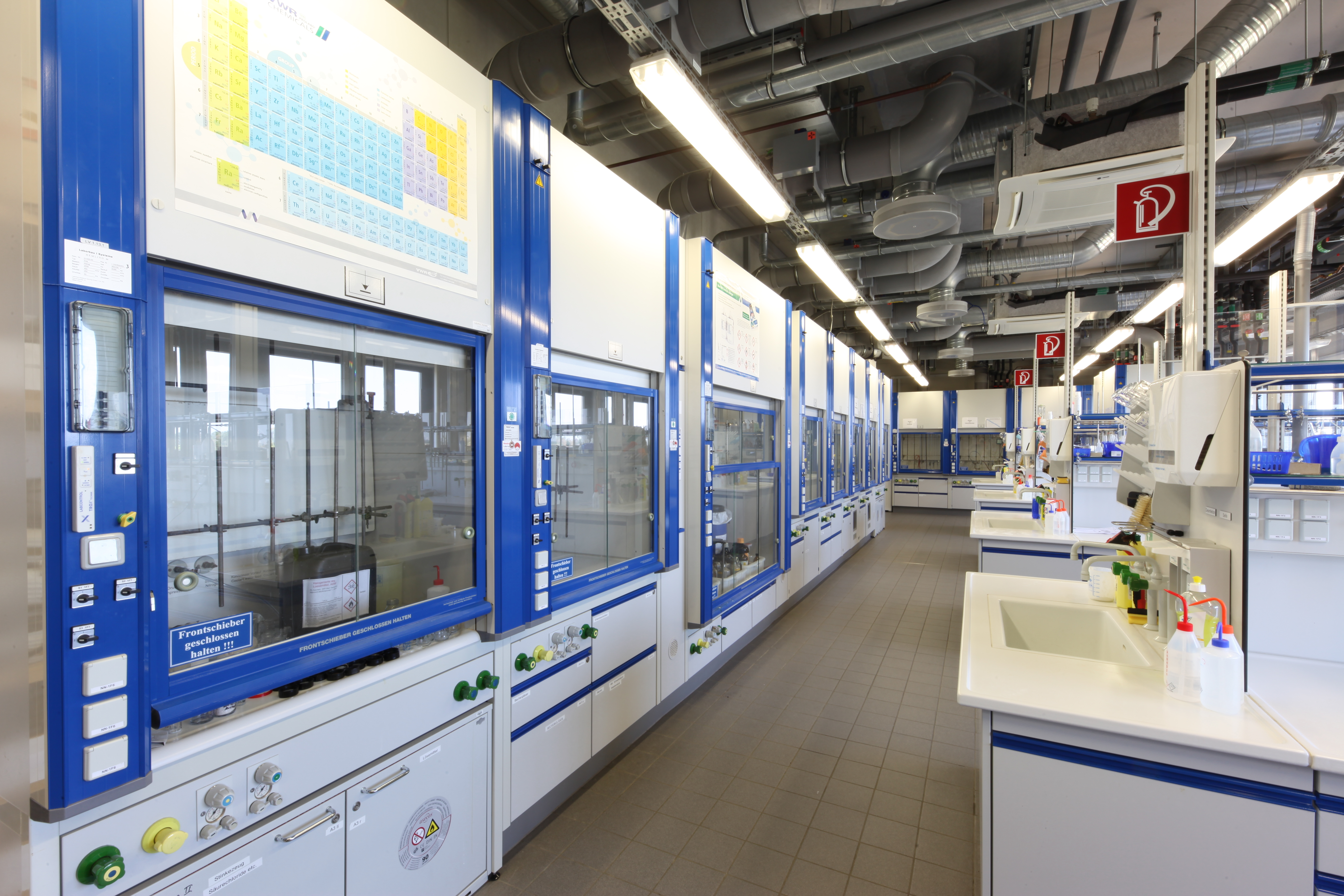
Abzüge in einem Labor für Organische Chemie

Ein Abzug oder eine Abzugshaube (auch Digestor oder Digestorium, vor allem in der Schweiz auch Kapelle) ist ein wichtiger Bestandteil naturwissenschaftlicher Laboratorien, vor allem in der Chemie, und dient zum sicheren Arbeiten und dem Schutz des Experimentators.
Konstruktion und Prüfung von Abzügen sind in der Europanorm EN 14175 geregelt.
Ein solcher Abzug besteht aus einer von festen Wänden umschlossenen, brand- und chemikalienbeständigen Arbeitsfläche, einer beweglichen Frontscheibe (je nach Bauart auch mit beweglichen Seitenscheiben) und einer geeigneten Lüftungsanlage, die dazu dient, Gase, Stäube und Aerosole, welche bei Experimenten entstehen, sofort aus der Luft abzusaugen. Die meisten Abzüge sind mit Anschlüssen für Strom, Erdgas, Stickstoff und Kühlwasser sowie Abflüssen ausgestattet.
Die beweglichen Scheiben gewähren Zugang zum Arbeitsbereich und schützen im geschlossenen Zustand das Labor und die Arbeitenden bei einem Unfall (Siedeverzug, unkontrollierten Reaktionen, Bränden und kleineren Explosionen) vor Splittern, spritzenden Flüssigkeiten oder dem Ausbreiten eines Brandes.
Um die Funktionstüchtigkeit der Absauganlage ständig zu kontrollieren, werden bei älteren Abzügen Fähnchen oder Plastikwindräder vor die Luftschächte montiert, um den Luftstrom sichtbar zu machen; bei neueren Geräten ist eine Kontrollvorrichtung in die Abzugseinheit integriert, welche bei zu geringer Saugleistung Warnsignale aussendet. Die optimale Saugleistung ist nur bei geschlossenen Scheiben gewährleistet, wobei eine schmale Öffnung zwischen Frontscheibe und Arbeitsfläche immer vorhanden sein muss.
Ob die Verwendung eines Abzugs notwendig ist, geht in der Regel aus dem jeweiligen Sicherheitsdatenblatt für die verwendeten Gefahrstoffe hervor. Ist eine Gefährdung durch Brand, Staub- oder Gasentwicklung nicht auszuschließen, muss auf jeden Fall ein Abzug verwendet werden.

## Andere Systeme
- Abzüge werden mitunter mit Sicherheitswerkbänken verwechselt. Sicherheitswerkbänke gewähren jedoch im Gegensatz zu Abzügen nur Schutz vor Partikeln und Aerosolen mit Hilfe von Filtern. Die gefilterte Luft wird jedoch direkt in den Laborraum zurückgeleitet, Gase und Dämpfe werden nicht in ihren Filtern zurückgehalten.

- Handschuhkästen, auch Gloveboxen genannt, sind keine Abzüge, sondern geschlossene Arbeitsräume, die gegen die Umgebung hermetisch getrennt sind. In ihnen kann man definierte Umgebungen erzeugen, beispielsweise extrem trocken und/oder sauerstoffarm, um mit entsprechend empfindlichen Substanzen oder Gegenständen wie vielen metallorganische Verbindungen arbeiten zu können. Der Name Handschuhkasten ergibt sich, weil zum Hantieren in dem Kasten fest installierte Handschuhe vorhanden sind, in die die Hände des Experimentierenden von außen gesteckt werden. Substanzen und Gegenstände müssen über ein Schleusensystem in die Kästen gebracht werden, was je nach geforderten Ansprüchen recht aufwändig sein kann.
- sogenannte Wäscherabzüge reinigen die meist durch Säure kontaminierte Abluft durch Auswaschen und nachfolgende Neutralisation[2]
- Gefahrstoff-Arbeitsplätze[3] sind Abzügen sehr ähnlich, besitzen jedoch im Gegensatz zu diesen keinen Frontverschluss.